# Adam Frans van der Meulen
Adam Frans van der Meulen nebo Adam-François van der Meulen (11. ledna 1632, Brusel – 15. října 1690, Paříž) byl vlámský malíř a návrhář tapiserií. Známý byl svými obrazy válečných bitev. Studoval u malíře Pietera Snayerse. Adam Frans van der Meulen maloval portréty, lovecké scény, obrazy zámků a krajin. Vytvářel také návrhy pro tapiserie. Pracoval ve službě francouzského krále Ludvíka XIV., pro kterého maloval obrazy s náměty jeho vítězství, jeho nového majetku a portréty. Pomáhal vytvářet propagandistický obraz francouzského krále jako Krále Slunce. Jeho bitevní scény měly významný vliv na vývoj žánru vojenského malířství ve Francii.

## Životopis
Adam Frans van der Meulen se narodil v Bruselu, kde byl 11. ledna 1632 pokřtěn. Byl nejstarší ze sedmi dětí Pietera van der Meulena a jeho druhé manželky Marie van Steenwegen. Jeho otec byl respektovaný notář. Adam Frans van der Meulen byl zapsán dne 5. března 1651 v bruselském cechu sv. Lukáše jako žák malíře Pietera Snayerse, umělce z Antverp, který se přestěhoval do Bruselu aby zde pracoval jako dvorní malíř. Specializoval se na obrazy bitev, vojenských útoků na konvoje a civilisty a lovecké scény. Ještě než se přestěhoval do Francie, oženil se s Catharine Huseweel. Pár měl několik dětí. Jeden syn, Louis, který se narodil 20. března 1669, byl pokřtěn dne 27. března 1669 v kapli Tuilerií arcibiskupem z Nazianze, který byl zároveň pomocníkem biskupa v Remeši. Kmotrem dítěti byl král Ludvík XIV. , kmotrou Anna Marie Louisa Orleánská, vévodkyně z Montpensier. Jeho první manželka zemřela v lednu 1677. Dne 22. března 1679 podepsal manželskou smlouvu s Catherinou Lobry, dcerou kapitána stráže hraběte Bassigniho. Catherine zemřela již 4. října 1680. Poté se 12. ledna 1681 oženil s dvacetiletou Marie de Bye, sestřenicí Charlese Le Bruna. Pár měl mnoho dětí, poslední se narodilo po smrti van Meulena.

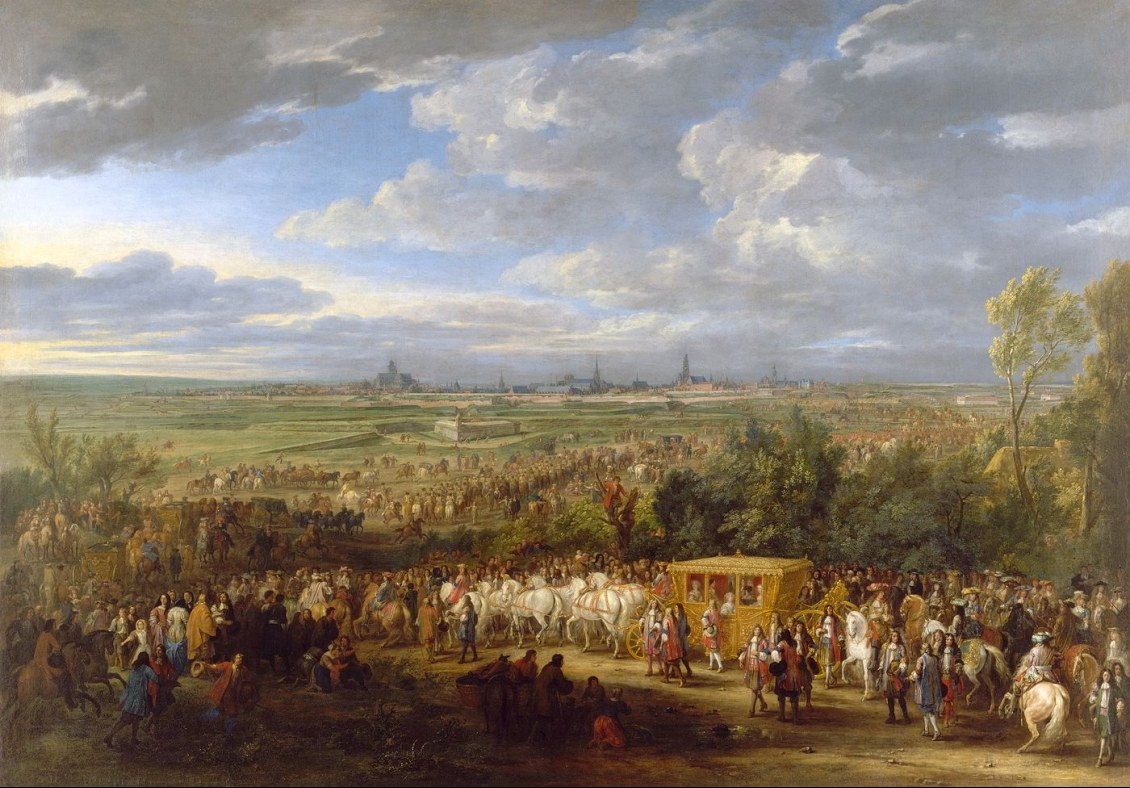
Vjezd krále Ludvíka XIV. a královny Marie Terezy Habsburské do Arrasu 30. července 1667

Van der Meulen si vybíral pro své obrazy podobná témata jako jeho učitel Snayers, zvláště si oblíbil jezdecké šarvátky. Byl také známý svými obrazy dvorské družiny na koních. Jeho dovednost v zobrazování podobných scén jej ve Francii proslavila. A jeho proslulost vedla k tomu, že byl povolán do Paříže, kde 1. dubna 1664 vstoupil do služby Ludvíka XIV. Je možné, že za královým jmenováním van der Meulena dvorním malířem stál Jean-Baptiste Colbert, mocný představitel Bâtiments, Arts et Manufactures (Colbert byl vrchním inspektorem staveb, umění a výroby) a pozdější francouzský ministr financí. Colbert dostal za úkol proslavit vojenské úspěchy Ludvíka XIV. K dosažení tohoto propagandistického účelu přišel s myšlenkou vytvořit sérii tapisérií, které by ukazovaly hrdinské činy svého krále.
Dvorní malíř (Premier peintre du roi) Charles Le Brun byl v roce 1663 pověřen zřídit Gobelins Manufactory (dílnu pro vytváření gobelínů) a byl oficiálně jmenován jejím ředitelem 8. března 1663. Pro realizaci Colbertova projektu vytvoření série tapisérií s náměty králových vojenských úspěchů se Le Brun snažil obklopit týmem malířů, kteří by byli schopní přenášet jeho návrhy na tapiserie a van der Meulen byl pozván pomáhat s tímto úkolem Le Brunovi. Pro tento účel byly obzvláště oceňovány Meulenovy různé dovednosti. Hlavně jeho schopnost v zobrazování koní byla citována jako jeden z důvodů, proč byl požádán aby pracoval ve Francii.

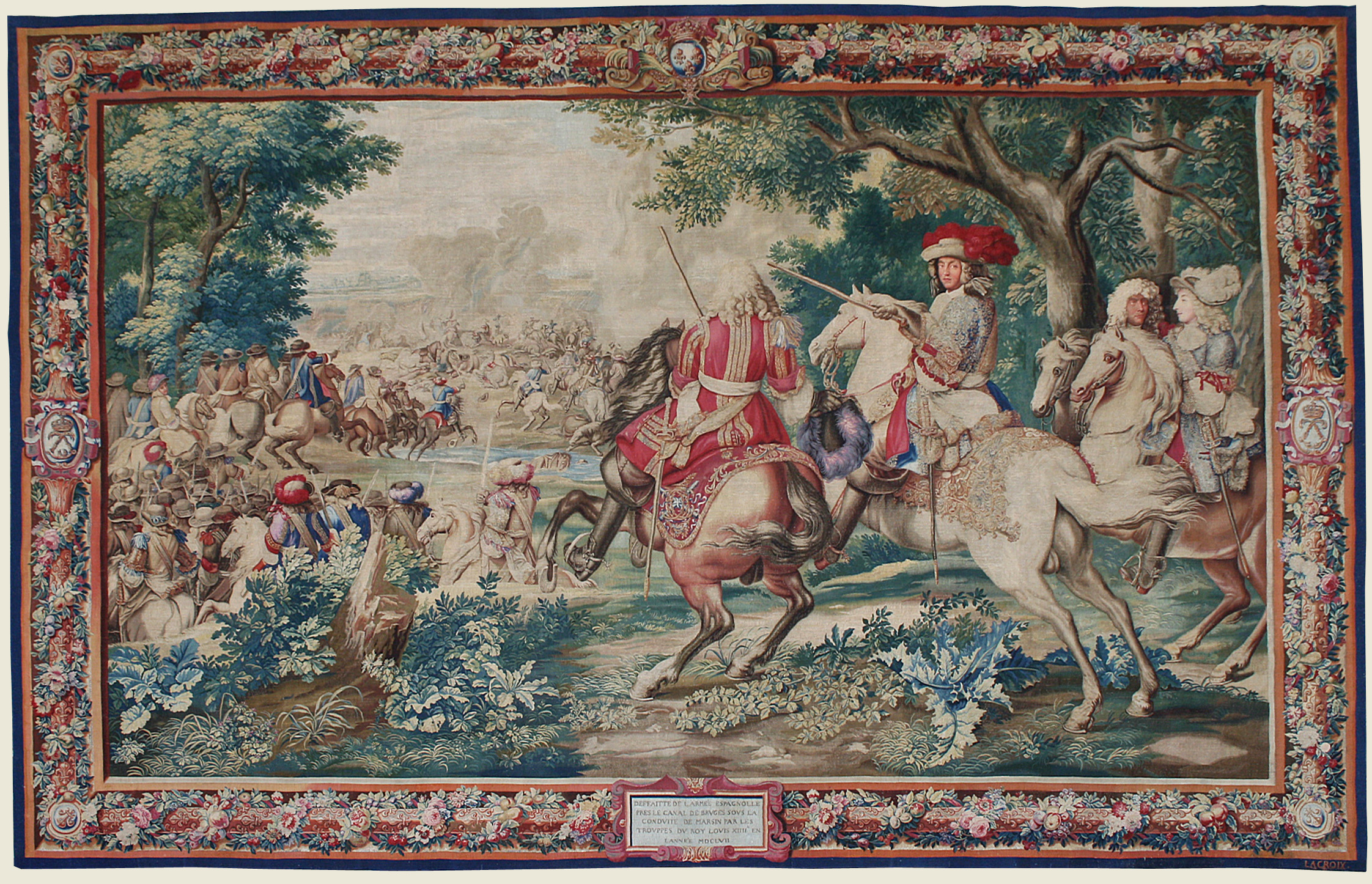
Charles Le Brun a Adam Frans van der Meulen, Porážka hraběte Marsin

Van der Meulen se podílel na návrhu řady tapisérií. Nejprve pracoval na sérii The History of the King (Královská historie), pro kterou vytvořil návrhy scén vojenských vítězství. Vzhledem k tomu, že práce na projektu byla časově náročná a složitá, van der Meulen pozval další vlámské umělce, aby mu s jeho návrhy pomohli. Krajinář Adriaen Frans Boudewijns s ním uzavřel v roce 1666 tříletou smlouvu o spolupráci. Když van der Meulen pracoval na designu dvanácti gobelínů pro krále, (pro každý měsíc jeden), vytvořil postavy a část krajiny van der Meulen, dokončení návrhu zpracoval Boudewijns a Abraham Genoels, další vlámský malíř aktivní v Paříži. Během svého pobytu v Paříži Boudewijns také udělal mnoho rytin van der Meulenových kompozic. Boudewijns si 12. ledna 1670 vzal Meulenovu sestru jménem Barbe nebo Barbara. Od roku 1668 van der Meulen pracoval na sérii tapisérií nazvané Maisons royales (Královské rezidence). Série zobrazovala různé královské paláce. Kariéra Van der Meulena ve Francii rychle stoupala. Jeho roční mzda u Gobelins Manufactory byla pravidelně zvyšována a v roce 1666 byl jedním z nejlépe placených umělců. Doprovázel Ludvíka XIV. během jeho cesty přes Flandry během devoluční války. Kreslil různá města včetně Turnhout, Kortrijk, Oudenaarde, Aalstu a Lille. Jeho obrazy dokumentující královu výpravu do Flander v roce 1667 tak krále potěšily, že bylo nařízeno, aby jej od tohoto data van der Meulen doprovázel na všech jeho taženích. Doprovázel také Ludvíka, vévodu Condé během jeho cesty přes Bourgogne-Franche-Comté. V roce 1669 získal královské privilegium, kterým bylo přikazováno aby jeho díla byla vyryta. V roce 1673 byl jmenován peintre ordinaire du Roy (prostým královským malířem). Ve stejném roce byl přijat do Académie royale de peinture et de sculpture (královská akademie malby a sochařství), a to bez předložení ukázky své práce, jak bylo povinné v jiných případech. V Akademii dosáhl v roce 1681 hodnosti rady a v roce 1688 byl zvolen hlavním radou.

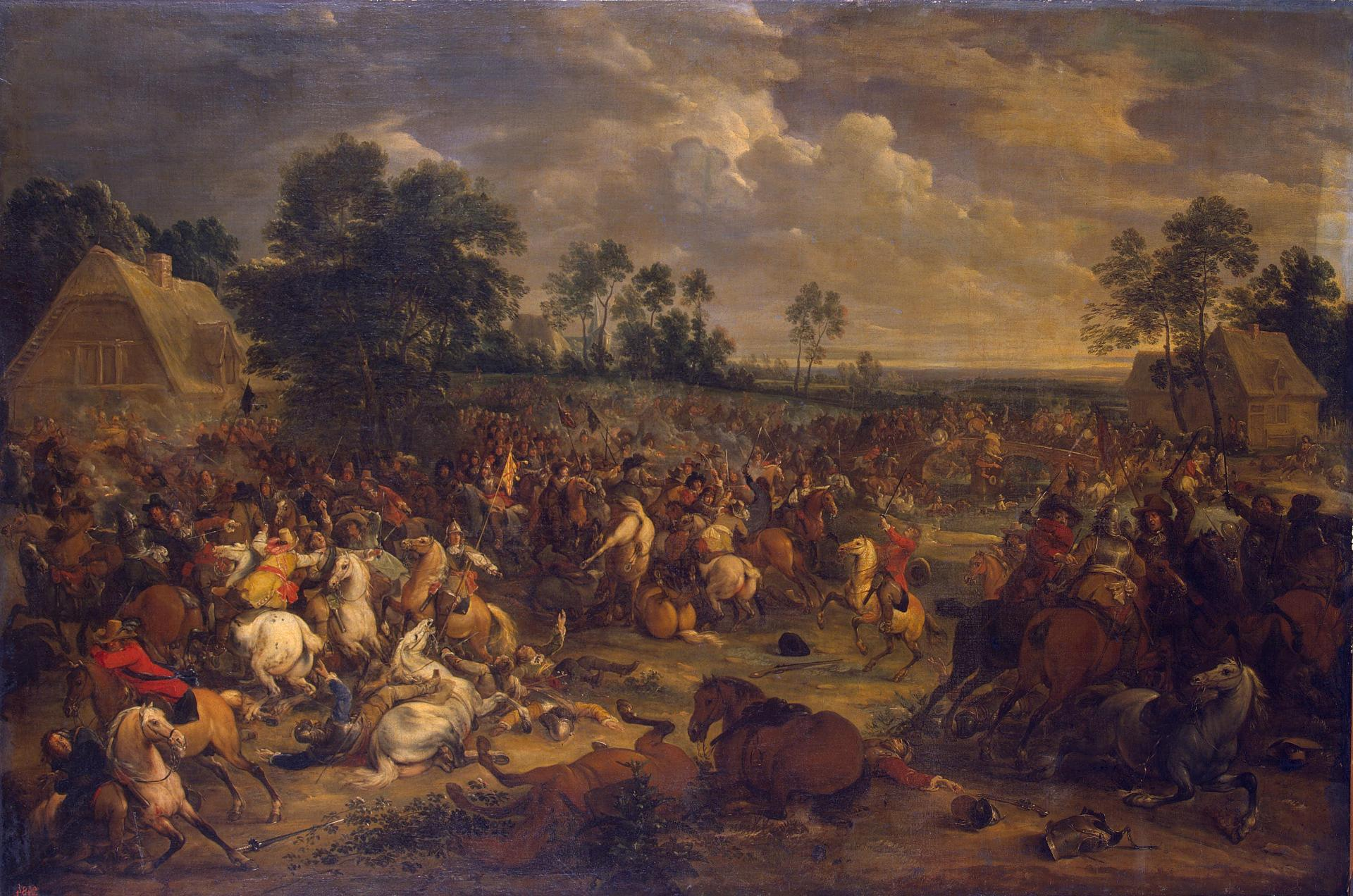
Bitevní scéna, rok 1657

Van der Meulen doprovázel krále na devíti jeho vojenských výpravách s povinností dokumentace slavných vítězství. Na cestách si užíval komfortu: měl vlastní kočár, jedl s důstojníky a měl asistenta jménem Jean Paul, který mu pomáhal s kresbami. Tohoto umělce se nepodařilo identifikovat. Van Meulen se o něm zmiňuje jako o mon homme (můj muž) bez další specifikace. V roce 1673 následoval Ludvíka XIV. během francouzsko-nizozemské války, doprovázený Jeanem Paulem. Oba umělci nakreslili asi 32 měst, která byla během kampaně dobyta Francouzi. Později také vytvořil kresby francouzských měst Blois, Amboise a Chambord. V roce 1674 pracoval v Maastrichtu, v letech 1676 až 1677 ve Flandrech. Během dalších tažení ve Flandrech v roce 1677 vedených generály princem Condé, Henri de la Tour d'Auvergne navštívil spolu s malíři Le Brunem, André Le Nôtre Cambrai, Valenciennes, Saint-Omer, Mont Cassel a Cassel.

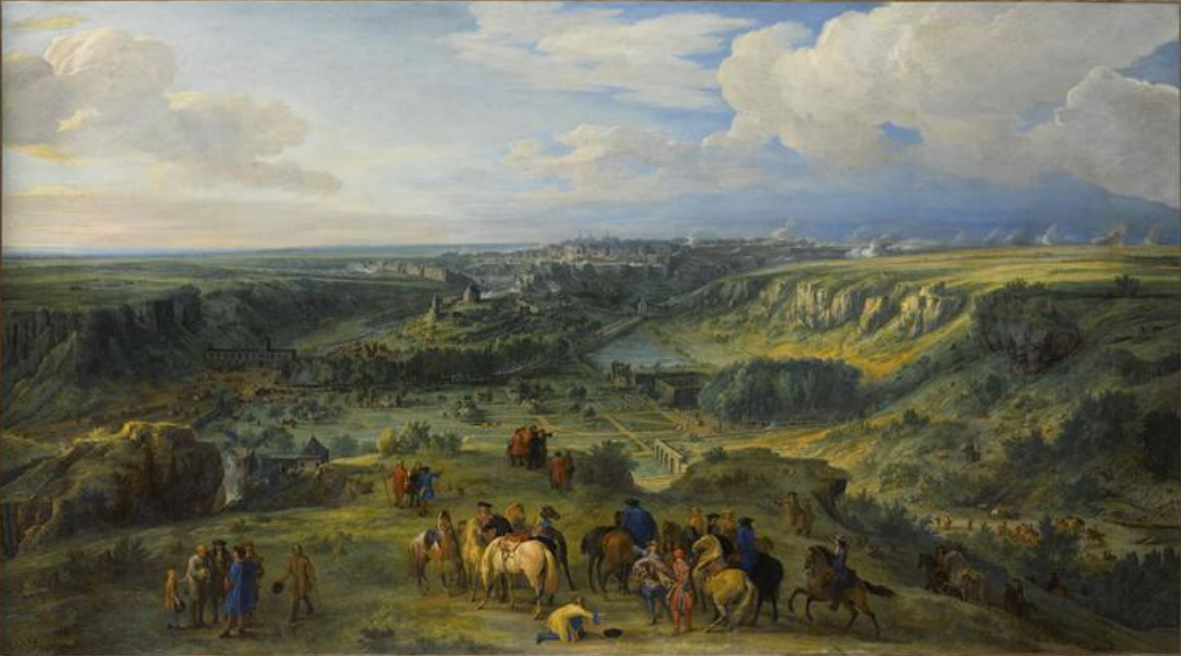
Pohled na město Lucemburk z lázní Mansfeld (3. června 1684)

V roce 1679 byl pověřen zobrazit nová francouzská území, která Francie obdržela na základě míru uzavřeném v Nijmegen. Během této cesty se setkal s vlámským krajinářem Cornelisem Huysmansem poblíž Dinantu. Pokoušel se Huysmanse přesvědčit, aby se k němu v Paříži připojil jako designér pro Gobelins Manufactory, ale Huysmans odmítl. Později téhož roku byl van der Meulen v Dinantu a v letech 1681 a 1682 byl ve Štrasburku, kde kreslil nově nabyté francouzské vlastnictví ve Štrasburku a v Lotrinsku.

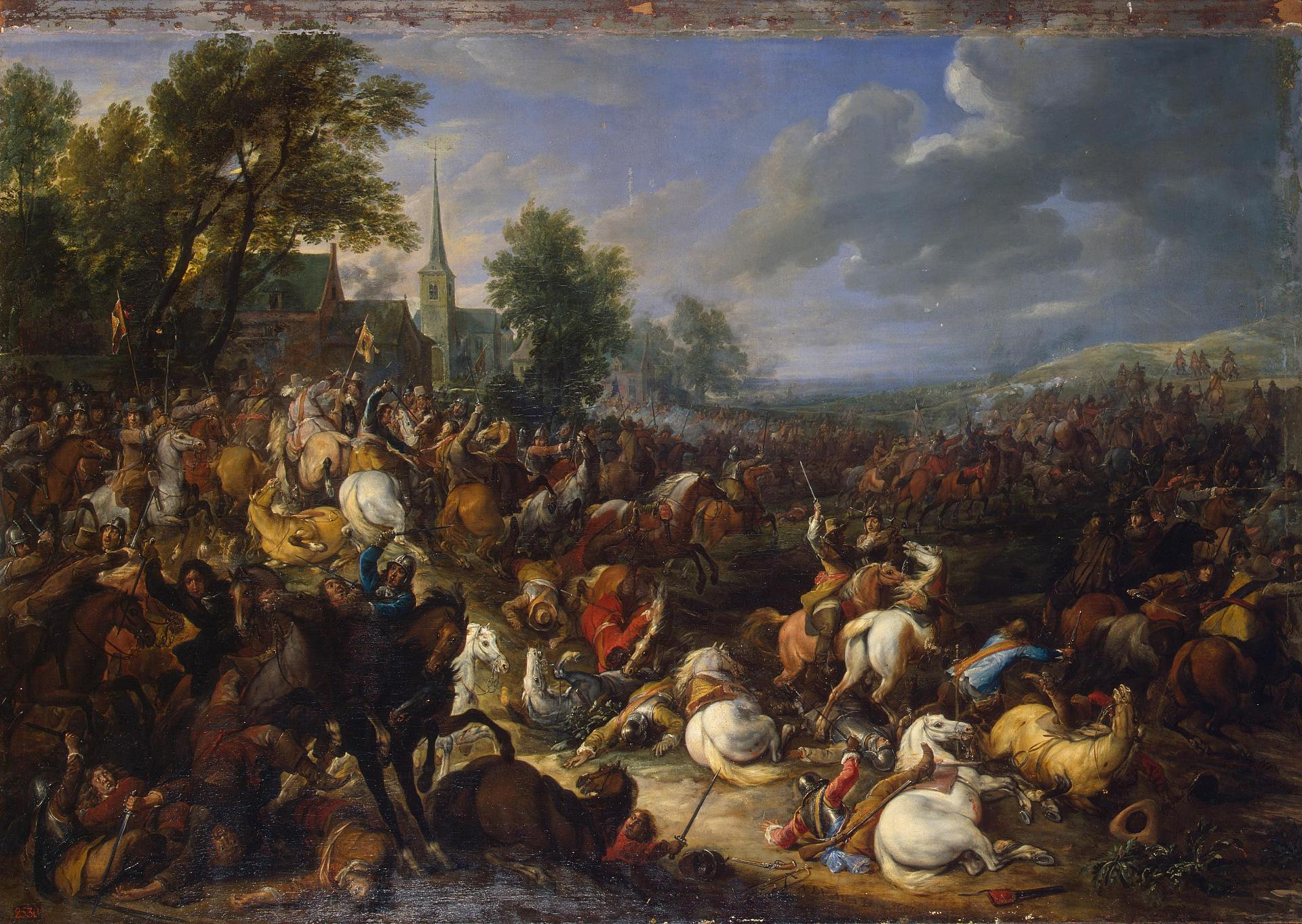
Kavalerie v boji, 1657

Adam Frans van Meulen zemřel v Paříži v roce 1690. Po jeho smrti bylo jeho studio a byt uzavřen, stejně tak jako u krátce předtím zemřelého Charlese Le Bruna, což si Ludvík XIV. prosadil jako své královské privilegium. Protože van der Meulen byl dvorní malíř a bydlel v objektu Gobelins Manufactory, panovník nařídil veškeré práce odnést a předat mu je, neboť podle jeho názoru na ně měl právo.

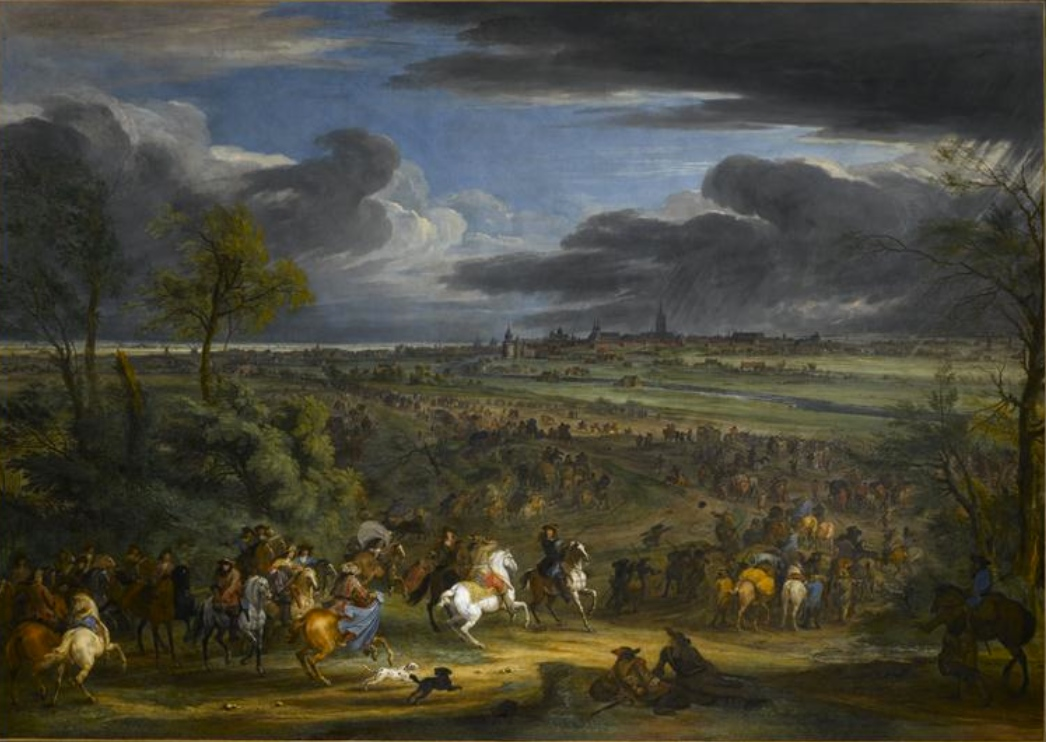
Pohled na pochod královské armády na Kortrijk dne 18. července 1667

Mezi jeho žáky a asistenty v jeho dílně patřili Saveur Lecomte, Mathieu Dufresnet, Dominicus Nollet, Gérard Jean Baptiste Scotin II, Nicolas de Largillière, Jan van Huchtenburg, Jean-Baptiste Martin a François Duchatel.

## Dílo
Van der Meulen byl jedním z předních malířů své doby. Známý byl především svými topografickými kresbami, které dělal jako přípravu pro své bitevní scény. Maloval jezdecké portréty a maloval či kreslil mnoho studií zvířat. Jeho práce vždy připomínají jeho vlámský původ pokud jde o barvu a styl, přestože byl ovlivněn francouzskou malířskou školou.
Nejdůležitější část jeho práce tvoří bitevní scény, hlavně pak jeho rané práce z roku 1650, které jsou blízké Pieterovi Snayersovi. Stejně jako Snayers často ukazuje útok na vesnici. Bitevní vřavu jezdců a koní zobrazuje stejně sugestivně jako Leonardo da Vinci na jeho obraze Bitva u Anghiari.
Pracoval na výzdobě hlavního schodiště královského bytu ve Versailles, pro které navrhl čtyři gobelíny, představující zabrání různých měst. Od roku 1679 pracoval na velkoplošných obrazech Královská vítězství (Les conquêtes du Roi) určených pro výzdobu Royal Pavilion of Marly (královského pavilonu v Marly). Na těchto obrazech pracoval až do své smrti v roce 1690. Marly byla nová rezidence postavená pro potěšení krále jako architektonická fantazie, s dvanácti malými pavilony a elegantním královským pavilonem na čtvercovém půdorysu. Čtyři apartmány v pavilonu byly odděleny vestibuly s dvěma mramorovými stoly, nad nimi dva velké obrazy od van der Meulena ukazující Královská vítězství. Anna Marie Louisa Orleánská, vévodkyně Montpensier pověřila van Meulena vytvořit menší repliky obrazů Královská vítězství pro výzdobu královské rezidence Château de Choisy (Zámek Choisy) (1680–1688). François-Michel le Tellier, markýz de Louvois požádal van Meulena o výzdobu Château de Meudon. Zachovalo se mnoho jeho topografických kreseb, které si dělal jako přípravu pro své bitevní scény, stejné přípravné skicy dělal i pro mnoho svých kreseb zvířat a rostlin.

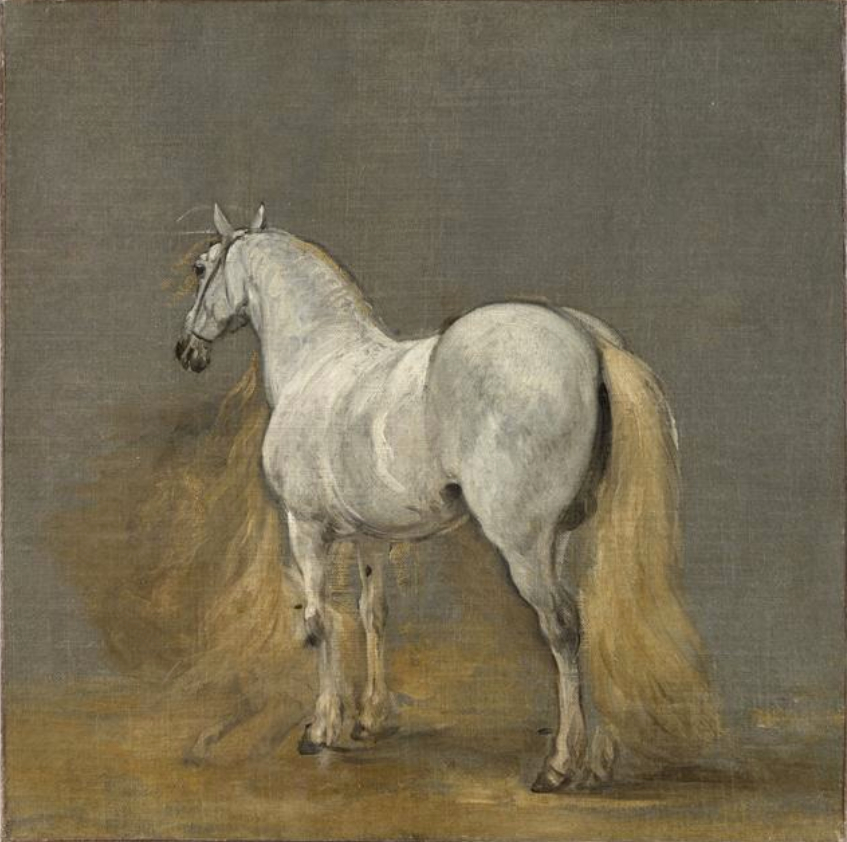
Studie bílého koně

Van Meulen vyvinul nový přístup zobrazení bitev. Potlačil hrůzu války a morbidnost boje. Nesoustředil se pouze na stoupající vzrušení z boje, použil kompozici přeplněného vyvýšeného popředí se širokoúhlou panoramatickou krajinou. Postavy, kterým umělec zamýšlel dát klíčovou roli na scéně, jsou umístěny v popředí. Druhá rovina je znázornění třetí fáze bitvy proti městu. Akce je soustředěna v ustupujících rovinách akcentovaných zvlněným polem, střídáním zón stínu a světla a postupným zesvětlením naznačujícím pohled na vzdálené město. Použitím stejného kompozičního schématu dosahuje umělec dojmu jednoty scény. Podobnost jeho kompozic lze vysvětlit jejich použitím pro politické účely. Obrazy umělce však byly chváleny hlavně pro jejich krásu a byly využity pro královský pavilon Royal Pavilion of Marly.

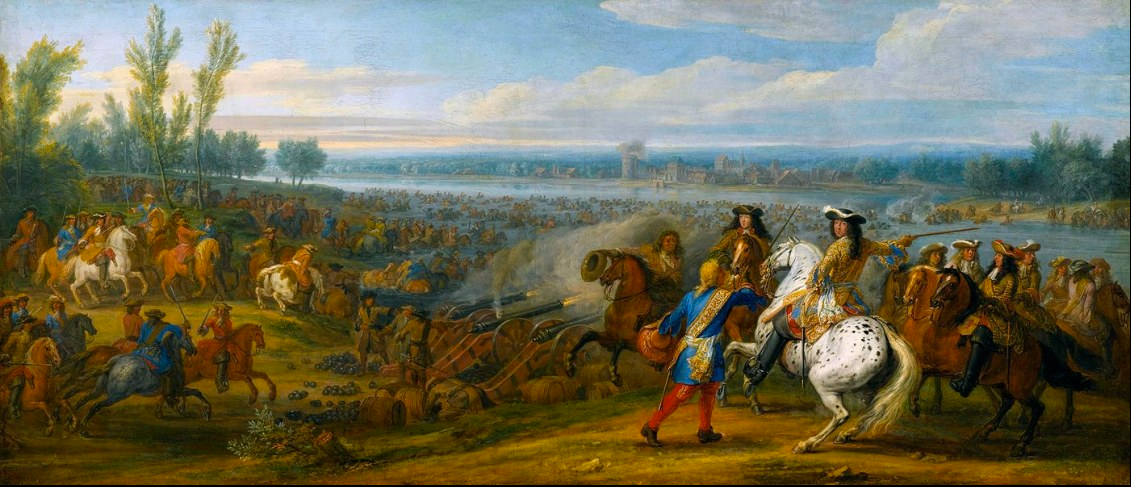
Přechod přes řeku Rýn, 12. června 1672

Charakter jeho stylu je jasně vidět na velkém cyklu obrazů Královská vítězství vytvořených pro královský pavilon v Marly. Jedna z nejpopulárnějších kompozic z této série je obraz Přechod přes řeku Rýn 12. června 1672, který zobrazuje tuto událost. Existuje mnoho verzí tohoto obrazu, namalovaných s různou úrovní zapojení van Meulenovy dílny. (Louvre, Musée des Beaux-Arts de Caen (Muzeum výtvarného umění v Caen), Musée des Beaux-Arts de Dijon (Muzeum výtvarného umění v Dijonu), Rijksmuseum, Philadelphia Museum of Art (Muzeum výtvarného umění ve Filadelfii), Versailles, soukromá sbírka). Popsaná událost je přebrodění řeky Rýn francouzskými vojsky během francouzsko-nizozemských válek. Přechod nevyžadoval žádnou vojenskou akci, žádný nepřítel v dohledu a vody bylo málo. Ve francouzské propagandě byl přechod přes Rýn srovnáván s vítězným tažením makedonského krále Alexandra Velikého či boji Konstantina I. Velikého. Mnoho spisovatelů a dalších umělců velebilo Ludvíka XIX. za jeho chrabrost. Tato zobrazení však zkreslují skutečnou historii. Ludvík XIV. nebyl ve skutečnosti vůbec přechodu přes Rýn přítomen, byl právě u svého bratra Filipa I., vévody z Orléans v klášteře v Elterbergu. Van der Meulenovy obrazy jsou tedy zkreslením historie za účelem propagandy, když ukazují v popředí Ludvíka XIV. na koni, velícího celé akci.

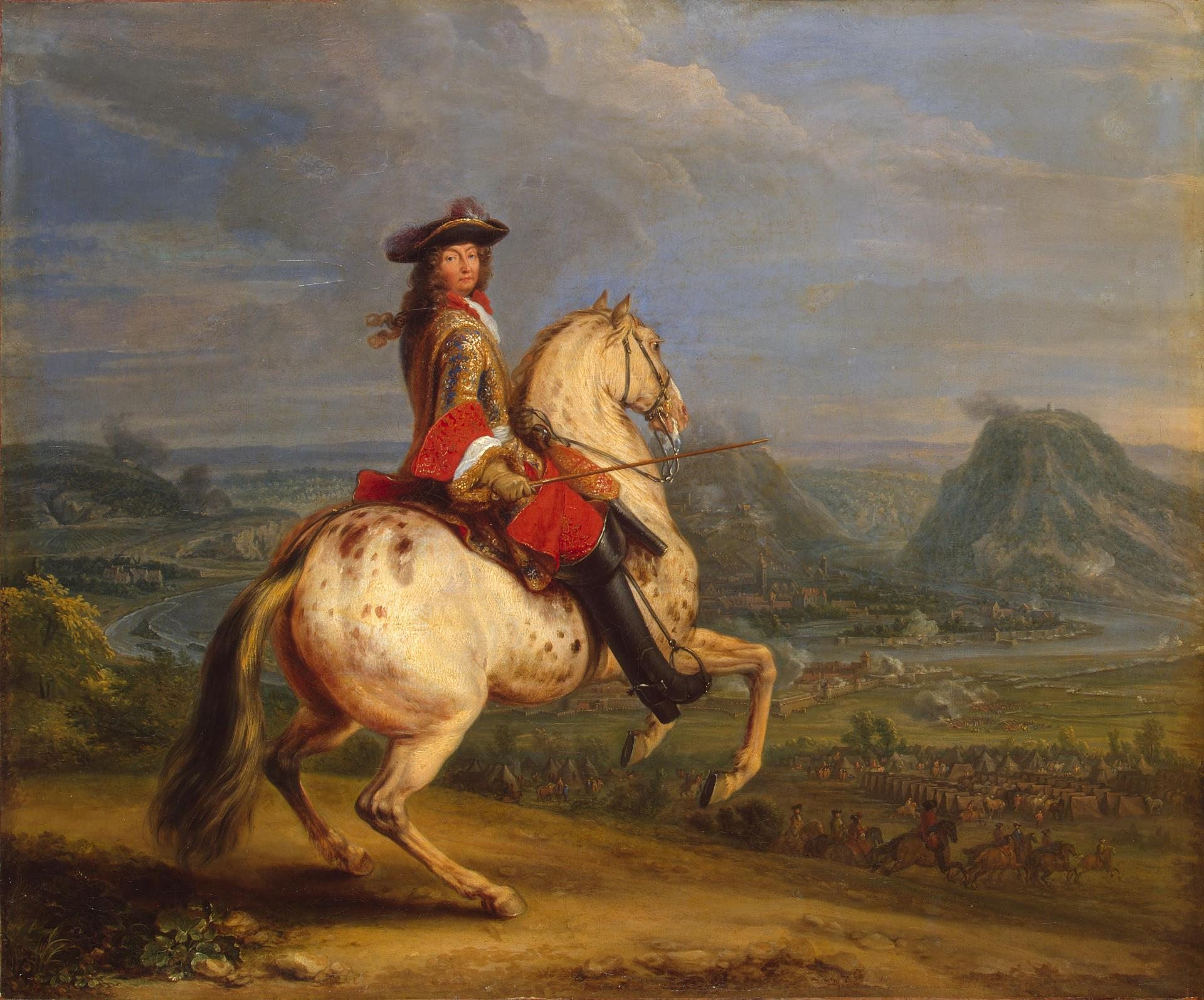
Ludvík XIV. při obléhání Besançonu, 1674

Ve verzi pro Louvre van der Meulen umístil Ludvíka XIV. do středu akce, do bezprostřední blízkosti nebezpečí, čímž zdůraznil odvahu a moc krále. Král zastiňuje ostatní osobnosti: jeho bratr Filip I., vévoda z Orléans a Ludvík Bourbon, kníže z Condé, kteří plánovali manévr, jsou umístěni za panovníkem. Podobný propagandistický účel byl použit i v tiscích, které byly vytvořeny podle van der Meulenových návrhů. Nápisy pod tisky napsal Claude-François Ménestrier, francouzský heraldik a jezuita, který byl číšníkem u královského dvora. Tyto nápisy vždy zdůrazňují přímé zapojení francouzského krále do slavných událostí, které jsou zobrazeny, a překrucují tak skutečnost. Je jasné, že záměrem králova okolí bylo zachovat vzpomínku na skvělé královské vojenské výkony pro budoucí potomstvo. Potvrzuje to rytý portrét van der Meulena vytvořený Pieterem van Schuppenem podle malby Nicolase de Largillière. Pod portrétem malíře se objevuje následující nápis, který nezmiňuje van der Meulena, ale spíše mluví o králi jako malíři:
C'est de Louis Le Grand le Peintre incomparable, Qui de ses plus beaux faits a peint la verité, Et qui sans le secours des couleurs de la fable, Le Fait Voir ce qu'il est a la Posterité.

Toto je od Ludvíka Velikého, nesrovnatelného malíře, který maloval pravdu svými krásnými skutky a který bez pomoci barev a výmyslů ukazuje co učinil pro budoucí generace.

V různých verzích kompozice zobrazení krále jsou ostatní postavy v jeho společnosti namalovány vždy na stejném místě. Je možné, že tyto variace byly provedeny na pokyn objednatele, pro kterého byla vytvořena konkrétní verze. Cyklus maleb pro Královský pavilon Marly byl velmi úspěšný. Zavedl módu výzdoby paláců a veřejných budov obrazy vojenských scén.

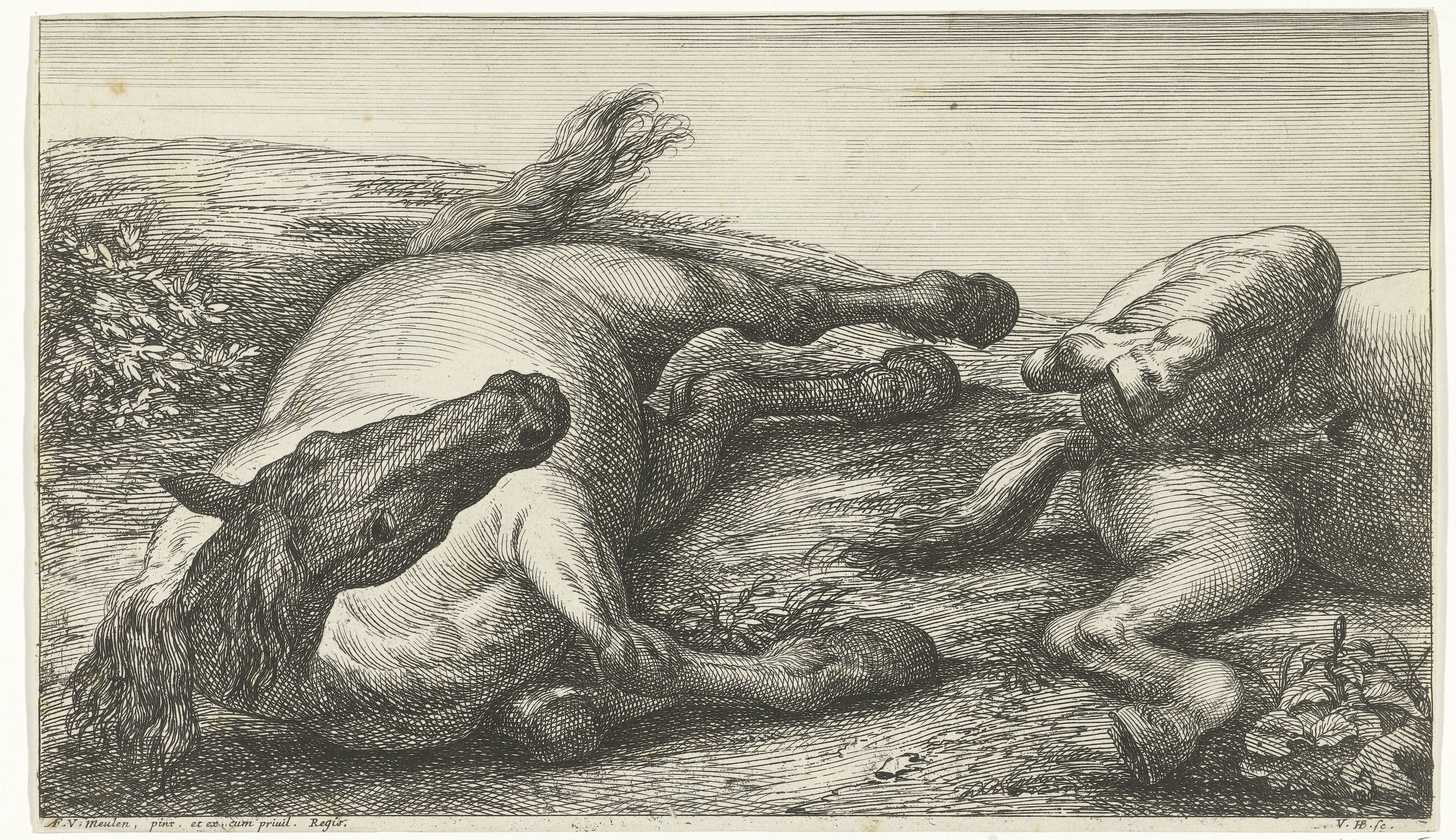
Jan van Huchtenburg, Adam Frans van der Meulen, Kůň ležící na pravém boku

Proces, který nastartoval tvorbu velkých obrazových kompozic byl studován historiky umění. Je známo, že van der Meulen byl přítomen některým scénám, které ztvárnil. Později také tato místa navštívil a strávil mnoho času přípravou topografických náčrtků krajin a měst, které byly následně zobrazeny v jeho bitevních scénách. Často se také obracel na jiné umělce, aby mu s těmito náčrtky pomohli. Příkladem je základ pro obraz Obléhání Utrechtu, kde dokonce použil i malby jiných umělců. Pohledy na Utrecht na jeho obraze jsou velmi podobné malbě holandského malíře Hermana Saftlevena. Van der Meulen tyto pohledy a profily integroval do svých rozsáhlých kompozic. Také je použil na design tapisérií stejně jako pro tisky. Výzkum ukázal, že řada tisků zobrazujících vitězství Ludvíka XIV. byla provedena před tím, než byly vytvořeny obrazy zobrazující stejné scény. Jinými slovy, některé z tisků jsou základem pro pozdější malby nebo naopak. Van der Meulen také namaloval několik studií koní. Z těchto studií sestavil album, které mohl používat ve svých kompozicích, stejně jako modely pro své žáky. Holandský rytec Jan van Huchtenburg vyryl řadu jeho náčrtků koní zabitých v boji. Van der Meulenova schopnost malovat koně byla pověstná.

Pochod krále s jeho strážci procházejícími Pont Neuf směrem k paláci

Byl mu udělen královský patent, který mu dovoloval mít své originální návrhy vyryté a smět je publikovat. Pro vytvoření rytin jeho náčrtů sestavil tým malířů – grafiků. Mnoho z těchto grafiků přišlo z Flander a Holandské republiky, jako Adriaen Frans Boudewijns, Abraham Genoels, Jan van Huchtenburg nebo Romeyn de Hooghe. Francouzský rytec Robert Bonnart byl žákem van der Meulena a jeho tisky také prodával. Van der Meulen uspořádal mnoho ze svých kreseb a obrazů krajin a scén z vojenského života pro vytvoření rytin. Ty byly určeny pro privátní klientelu. Své tisky on (a později i jeho vdova) prodával po celou dobu, kdy byl ubytován u Gobelin Manufakturs. Měl najaté vydavatele a obchodníky, kteří jeho tisky distribuovali. V roce 1670 vybral třináct námětů velkoplošných pláten představujících obléhání měst či obrazy královských hradů, které měly být provedeny pro královský kabinet. Tyto tisky byly v roce 1679 vydávány královskou tiskovou kanceláří pro sběratele. V roce 1685 prodal tisky králi a poté uspořádal pro veřejnost druhé vydání tisků ukazujících sérii královských vítězství, kterou maloval pro Marly.